# Dobsonia crenulata
Dobsonia crenulata — вид рукокрилих, родини Криланових. 

## Середовище проживання
Країни поширення: Індонезія. Звичайно зустрічається в садах і порушених лісах. Не залежить від води. Лаштує сідала в печерах, деревах і ущелинах скель. 

## Стиль життя
Цей вид живе у великих колоніях. Пологи, ймовірно, відбудеться в грудні. 

## Загрози та охорона
Немає серйозних загроз для цього виду по всьому ареалу. Полювання і видобуток вапняк на ділянках спочинку на півдні Сулавесі є локалізованими загрозами для цього виду. Цей вид, ймовірно, проживає в охоронних районах у всьому діапазоні поширення.